# Плутовство
«Плутовство» / «Хвост виляет собакой» / «Виляя собакой» (англ. Wag the Dog) — фильм Барри Левинсона 1997 года по мотивам книги Ларри Бейнхарта «Американский герой», в 2005 году переизданной под названием «Виляя собакой: Роман». В главных ролях снялись Роберт Де Ниро и Дастин Хоффман.

## Сюжет
| Почему собака виляет хвостом? Потому что собака умнее хвоста. Если бы умнее был хвост, хвост вилял бы собакой.Оригинальный текст (англ.)Why does a dog wag its tail? Because a dog is smarter than its tail. If the tail were smarter, the tail would wag the dog. |

Скоро президентские выборы в США, а президент обвиняется в сексуальных домогательствах. Опросы общественного мнения показывают, что популярность президента стремительно падает. Команде главы государства надо срочно действовать, дабы отвлечь внимание общественности от адюльтера в Белом доме. Нужно выиграть всего несколько дней, и советник президента Конрад Брин (Роберт Де Ниро) решает прибегнуть к помощи профессионала — кинопродюсера Стэнли Мотсса (Дастин Хоффман).
Быстро придумывается угроза некоей албанской террористической группы (не существующей в реальности) и, таким образом, обосновывается необходимость вовлечения США в войну. Мотссу объясняют общие черты того, какое должно возникнуть представление о событиях у обычного американского гражданина, и дальше тот разыгрывает всё как по нотам: снимаются постановочные патриотические военные ролики, псевдоинтервью и даже песни о солдатах выдуманной войны; для противостояния террористической угрозе албанского правительства американский президент стягивает авианосную группировку; имитируется заброс американских диверсантов в Албанию, одного из которых якобы захватывают в плен.
ЦРУ пытается прояснить ситуацию, потому как ни о каких террористах не имеет представления. Конрад Брин заявляет агенту ЦРУ следующее:

Вы готовы пойти на войну? С кем вы собрались воевать? Со Швецией или с Того? Время таких стычек прошло. Война будущего — это ядерный терроризм. Против маленькой группы диссидентов, о которых не догадывается даже правительство их собственной страны. К такой войне надо подготовиться. […] Называйте это «репетицией» или «национальной безопасностью». Как угодно. Но если вы считаете, что войны нет, то тогда зачем вы нужны? Идите домой и играйте в гольф. Так что вам придётся принять нашу войну, потому что кроме нашей, нет никакой другой.
В конце концов, у организаторов аферы всё получается, война закончена, герой войны похоронен с почестями. Однако Стэнли Мотсс не хочет оставаться в тени: ему не нужны деньги, он хочет славы; у Брина не остаётся иного выбора, кроме как отдать приказ об устранении последнего. Сообщается о смерти Мотсса от обширного инфаркта. Признание, к которому стремился всю жизнь, он получает посмертно. После следует спецвыпуск новостей, где заявляется о весьма вероятном продолжении операции в Албании.

## В ролях
| Актёр              | Роль                  |
| ------------------ | --------------------- |
| Дастин Хоффман     | Стэнли Мотсс          |
| Роберт Де Ниро     | Конрад Брин           |
| Энн Хеч            | Уинифред Эймс         |
| Денис Лири         | Фэд Кинг              |
| Кирстен Данст      | Трейси Лейм           |
| Вуди Харрельсон    | сержант Уильям Шуманн |
| Вилли Нельсон      | Джонни Дин            |
| Андреа Мартин      | Лиз Бацки             |
| Уильям Мэйси       | агент ЦРУ Чарльз Янг  |
| Джон Майкл Хиггинс | Джон Леви             |
| Сузи Плэксон       | Грэйс                 |
| Сьюзан Крайер      | Эйми Кейн             |
| Фил Моррис         | второй пилот          |
| Мерл Хаггард       | камео                 |
| Попс Стэплс        | камео                 |
| Джей Лено          | камео                 |
| Джим Белуши        | камео                 |
| Дэвид Кокнер       | режиссёр              |
| Жизель Фернандес   | журналистка           |
| Джон Фрэнклин      | жокей                 |

## Музыка
В фильме используется много песен, созданных для фиктивной кампании, ведомой протагонистами, к примеру, «Good Old Shoe» (написана специально для фильма Эдгаром Винтером), «The American Dream» и «The Men of the 303», но это лишь основные примеры. Ни одно из этих произведений не было добавлено в саундтрек, выпущенный на CD: на нём содержалась лишь заглавная композиция британского гитариста и вокалиста Марка Нопфлера и семь инструментальных композиций в его же исполнении.
| №  | Название             | Длительность |
| -- | -------------------- | ------------ |
| 1. | «Wag the Dog»        | 4:44         |
| 2. | «Working on It»      | 3:27         |
| 3. | «In the Heartland»   | 2:45         |
| 4. | «An American Hero»   | 2:04         |
| 5. | «Just Instinct»      | 1:36         |
| 6. | «Stretching Out»     | 4:17         |
| 7. | «Drooling National»  | 1:53         |
| 8. | «We’re Going to War» | 3:23         |

## Награды и номинации

### Награды
- 1997 — премия Национального совета кинокритиков США лучшей актрисе второго плана (Энн Хеч).
- 1998 — приз Серебряный медведь (специальный приз жюри) Берлинского кинофестиваля (Барри Левинсон).

### Номинации
- 1998 — номинация на приз Золотой медведь Берлинского кинофестиваля (Барри Левинсон).
- 1998 — две номинации на премию «Оскар»: лучший актёр (Дастин Хоффман), лучший адаптированный сценарий (Хилари Хенкин, Дэвид Мамет).
- 1998 — три номинации на премию «Золотой глобус»: лучший фильм — комедия или мюзикл, лучшая мужская роль — комедия или мюзикл (Дастин Хоффман), лучший сценарий (Хилари Хенкин, Дэвид Мамет).
- 1998 — номинация на премию Гильдии киноактёров США за лучшую мужскую роль (Дастин Хоффман).
- 1998 — номинация на премию Гильдии сценаристов США за лучший адаптированный сценарий (Хилари Хенкин, Дэвид Мамет).
- 1999 — номинация на премию Британской киноакадемии за лучший адаптированный сценарий (Хилари Хенкин, Дэвид Мамет).

## Факты
- «Вилять собакой» (англ. «To wag the dog») — идиома: намеренно отвлекать внимание от более важного вопроса к менее значимому. Таким образом, менее значимое событие попадает в центр внимания, заглушая изначально более значимое событие[4][5].
- Роль Винифред Эймс первоначально писалась для мужчины[6].
- В сцене похорон в военном оркестре принимали участие члены оркестра городского колледжа Риверсайда RCC Marching Tigers[англ.][6].
- В начальной сцене на киностудии в камео можно увидеть спину режиссёра Барри Левинсона[6].
- Название лекарства Шуманна, «Прозалиум», взято из комбинации названий лекарств «Прозак» и «Валиум»[6].
- Дастин Хоффман взял за основу для своего персонажа Стэнли Мотсса голливудского продюсера Роберта Эванса[6].
- Роберт Де Ниро и Дастин Хоффман снимались без аванса — Хоффман и Левинсон делали этот фильм во время отдыха от производства «Сферы»[6].
- В фильме показывают интервью с Джеймсом Белуши, заявляющим, что он албанец. Белуши действительно является сыном иммигрантов из Албании.
- Ральф Табакин[англ.], в фильме снявшийся в роли южанина, появляется во всех фильмах Левинсона, начиная со «Столовой» и заканчивая «Высотами свободы»[6].
- Фраза «Зачем менять коней на переправе?» (англ. Why change horses midstream?) была слоганом президентской кампании Авраама Линкольна во время Гражданской войны в США[6] и Франклина Делано Рузвельта во время Второй мировой войны[7].
- Фраза Конрада «Хороший план сегодня лучше идеального плана завтра» (англ. A good plan today is better than a perfect plan tomorrow) — цитата генерала ВМВ Джорджа Смита Паттона[6].
- Сексуальный скандал Клинтона — Левински разгорелся как раз во время съёмок фильма, а во время обращения «О положении страны» Билл Клинтон угрожал Ираку военными действиями[6]. В Албании, в год выхода фильма, произошли беспорядки, чуть было не переросшие в гражданскую войну. Менее чем через месяц после выхода фильма президент США Билл Клинтон был втянут в сексуальный скандал с Моникой Левински. В течение 1998 и 1999 годов, когда скандал доминировал в американской политике, Соединённые Штаты участвовали в трёх военных операциях. Операция «Пустынный лис» — трёхдневная бомбардировка Ирака во время признания Клинтона в Палате представителей. Операция «Бесконечный охват» — двойной ракетный удар по объектам в Судане и Афганистане, заподозренным в качестве баз террористов. Нападение последовало всего через три дня после того, как Клинтон признал, что у него были неуместные отношения с Левински. Операция Allied Force — последняя фаза войны в Косове, 78-дневная бомбардировка под руководством войск НАТО Союзной Республики Югославии. Операция началась всего через несколько недель после того, как Клинтон был оправдан. Критики Клинтона обвинили его в попытке с помощью этой операции отвлечь внимание от скандала с Левински. Фильм также попал на сербское государственное телевидение, которое транслировало его на фоне нападений НАТО на Сербию. Сербская версия была расширена дополнением, в котором комментировались вышеупомянутые связи.
- Сцена, в которой связанные ботинки висят на телефонных и электрических проводах, была снята на East Capitol Street[англ.], за несколько кварталов от Капитолия. Съёмочная группа забыла забрать несколько пар обуви, и они ещё несколько лет продолжали висеть[6].